# Microsoft Groove
Microsoft Groove ist eine Kollaborationsanwendung, die ursprünglich vom US-amerikanischen Unternehmen Groove Networks entwickelt wurde. 2002 wurde das Unternehmen für Groove mit dem World Technology Award in der Kategorie Software ausgezeichnet. Groove Networks wurde im März 2005 von Microsoft für 120 Mio. US-Dollar übernommen und in Microsoft Office 2007 integriert; Groove ist jedoch auch einzeln erhältlich. Ab Microsoft Office 2010 wurde Groove durch Microsoft SharePoint Workspace 2010 ersetzt.

## Vorteile
Vorteilhaft ist die Möglichkeit, dass Kommunikation und Abgleich auf Peer-to-Peer-ähnliche, idealerweise serverlose Strukturen setzen, welche die gemeinsame Nutzung von Dateien jeglicher Art ermöglichen. Ebenfalls ist durch Groove ein gemeinsames Bearbeiten desselben Office-Dokuments sowie Chat, Voicemailing, und einfache Anwendungen möglich. Geeignet ist es zudem auch für verteilte Projekt-Teams und bietet dazu verschlüsselte Übertragung End2End. Die Synchronisierung der Dokumente und der Austausch von Informationen setzt nicht voraus, dass die Beteiligten gleichzeitig online sind, da die Daten auf einen Microsoft Server zwischengespeichert werden können.

## Nachteile
Groove benötigt einen Relay über Groove-Networks-Server, deshalb kein reines P2P. Zudem ist es ausschließlich für Microsoft Windows erhältlich.

## Sonstiges
Der integrierte Chat (basierte auf XMPP) wurde durch den Windows Live Messenger ersetzt.